# Toine van Renterghem
Toine van Renterghem, bürgerlicher Name Antoine François Mathieu van Renterghem (* 17. April 1885 in Goes; † 1. März 1967) war ein niederländischer Fußballspieler.
Van Renterghem war bei Victoria Hilversum und anschließend von 1905 bis 1911 bei HBS Craeyenhout aus Den Haag aktiv.
Von 1906 bis 1907 bestritt er drei Länderspiele für die niederländische Fußballnationalmannschaft, allesamt Freundschaftsspiele gegen Belgien.